# Notomabuya frenata
Notomabuya frenata es una especie de lagarto de la familia Scincidae, y único miembro del género Notomabuya. Presenta el cuerpo cilíndrico, alargado, cola larga, miembros bien desarrollados. Su distribución geográfica es Argentina, Bolivia, Brasil, Paraguay. 
El largo total es de 85 mm. Dorso marrón, sin listas longitudinales oscuras, una faja lateral oscura a cada lado del cuerpo. Vientre crema. Puede ser confundida com Mabuya dorsivittata, Mabuya guaporicola, y Mabuya nigropunctata, de las cuales difiere por poseer una única escama frontoparietal (las otras especies presentan dos).
Vive en áreas abiertas, pastizales o sabanas. Sobre troncos de los árboles o troncos caídos, piedras. Utiliza para posarse lugares con media sombra, trasladándose del sol a la sombra para regular temperatura.
Su dieta son principalmente artrópodos, y pequeños vertebrados. Come grillos, hormigas. Es una especie vivípara, que tiene una media de cuatro embriones, con una única nidada en la estación reproductiva, que es durante los meses lluviosos. Los juveniles al nacer tienen 25 mm.
Es una especie diurna, heliófila, activa durante todo el día, en los meses más fríos su actividad es la hora del mediodía. La temperatura corporal media ronda los 32 °C. Es relativamente sedentaria.